# 春畑道哉
春畑道哉（1966年11月5日—），日本的吉他演奏家，作曲家。東京都町田市出身。在日本搖滾樂隊「夏之管(TUBE)」擔任吉他手、作曲。暱稱「Haru」。血型A型。

## 人物
小時候向父母拜託說「我想學鋼琴」，於是開始去山葉音樂教室。雖然小學六年級時以「鋼琴是女生彈的，男生打棒球」為由而中斷，中學時期知道春畑會彈鋼琴的同學邀請而再度開始彈琴。但又因為對演出時總是舞台前方的吉他手受到注目、身為鍵盤手的自己總是在舞台末端的位置而心生不滿，所以開始改彈吉他。當時彈的是父親放在家裡的原聲吉他，其實高中時期自己才買了電吉他。
中學一年級開始和同年級的朋友們合組了名為「Rainbow」的樂團。樂團編制是五人，包括主奏吉他手、節奏吉他手、貝斯手、鼓手和鍵盤手，而春畑道哉擔任的是節奏吉他手。中學一年級時，春畑的吉他技巧就已經十分卓越了。
然而，「Rainbow」樂團和下述的「Backing M」樂團是否活動時期有所重疊，目前仍不清楚。
中學時期組了「Backing M」樂團，1984年在音樂製作公司Being所主辦的「Silk Road音樂節」中演出，並獲得最佳吉他手獎。也因為和該活動中獲得最佳主唱獎的前田亘輝互相被彼此的才華所吸引，兩人之後透過Being事務所見面。
春畑和前田亘輝、前田的朋友角野秀行、以及角野的學弟松本玲二4人以登上職業舞台為目標，組成「Pipeline」樂團。之後樂團改名為「The TUBE」，於1985年6月1日正式出道，隔年正式更名為「TUBE」。春畑則於1987年2月推出首張個人專輯。
雖然在1988年以前的TUBE僅有幾首作曲，但1990年以後幾乎所有的作曲都由春畑擔任。擔任作詞的歌曲則有數首，1987年的「Smile On Me」、1988年「Go Ready Go」、「I Think of You」。
1988年「Sailing To Your Heart」被JR四國的廣告採用開始，春畑的樂曲便經常被選用為媒體的背景音樂或是主題曲。
1998年樂曲「Jaguar」被富士電視台的日本職棒轉播所使用。這首樂曲雖因與富士電視台的樂曲使用契約之故，長達10年未能CD化，終於還是在2008年發行的「Michiya Haruhata BEST WORKS 1987-2008 〜ROUTE86〜」中首次收錄了與原曲些許不同的CD化版本。該專輯中收錄的也就是被日本職棒2008年球季轉播所使用的「Jaguar'08」。
這首樂曲同時也是新日本職業摔角聯盟金本浩二選手的入場主題曲。
1992年首次替其他歌手提供樂曲。同年有TWINZER的「LEAVE ME ALONE」、ZARD的「IN MY ARMS TONIGHT」、Mi-ke的「Pink Christmas」。其中TWINZER的「LEAVE ME ALONE」也擔任了音樂製作的工作。之後，提供大量的樂曲給Being旗下的歌手。
自2000年左右起和前田亘輝共同組織「PIPELINE PROJECT」計畫，為各類型音樂人提供樂曲。

## 樂曲提供
- 倉木麻衣 「風的啦啦啦」

- ZARD 「IN MY ARMS TONIGHT」「Just believe in love」「出逢いそして別れ」
- TOKIO 「‐遥か‐」
- 田原俊彦 「雪のないクリスマス」「ときめきを　どうもありがとう」
- 前田亘輝 「D・A・M・E」 (前田亘輝との共作)「Merry Christmas To You」「恋しくて」「Christmas For You」 (前田亘輝との共作)「Try Boy,Try Girl」「そばにいるよ」「君だけのTomorrow」 (作詞・作曲、前田亘輝との共作)「J's Dream -夢をつかむまで-」 (作詞・作曲、前田亘輝との共作)
- 諸星和己 「サヨナラなんて言えそうにない」
- Litz Co. 「青い夏に身をまかせ」
- Dream5 「僕らのナツ!!」